# Taholah, Washington
Taholah, Washington (енгл. Taholah) насељено је место без административног статуса у америчкој савезној држави Вашингтон.

## Демографија
По попису из 2010. године број становника је 840, што је 16 (1,9%) становника више него 2000. године.
| Група             | 2000.     | 2010.     |
| Белци             | 39 (4,7%) | 51 (6,1%) |
| Афроамериканци    | 0 (0,0%)  | 1 (0,1%)  |
| Азијати           | 1 (0,1%)  | 1 (0,1%)  |
| Хиспаноамериканци | 12 (1,5%) | 58 (6,9%) |
| Укупно            | 824       | 840       |